# Daulis cimicoides
Daulis cimicoides es una especie de coleóptero de la familia Endomychidae.

## Distribución geográfica
Habita en Tasmania.